# Бугель Максим Анатолійович
Максим Анатолійович Бугель — український військовослужбовець, майор Збройних сил України, учасник російсько-української війни. Повний кавалер ордена «За мужність».

## Життєпис
Родом з м. Новояворівська Львівської области. З 1999 року мешкає у Львові. Закінчив Львівську політехніку в галузі комп`ютерної інженерії . До війни працював в кол-центрі компанії МТС.
21 серпня 2014 року був мобілізований на військову службу. Почав займатися аеророзвідкою після того, як волонтери привезли два китайські безпілотники за вказівкою Валерія Курка .
У 2014—2015 роках служив командиром 2-го взводу 80-ї окремої десантно-штурмової бригади. Учасник боїв за Донецький аеропорт. 
Станом на 2020 рік фахівець I категорії КЗ ЛОР «Будинок воїна».
З початком широкомасштабного російського вторгнення 2022 року в Україну знову пішов на фронт. Воював в Миколаївській, Херсонській і Донецькій областях.
У 25 травня 2022 року у лісосмузі де Максим мав визначити де поставити пункт спостереження знайшов важкопораненого Героя України Дмитра Фінашина. Пізніше Максим опублікував фото, як десантники 80 ОДШБр евакуйовували Фіна.
В червні 2022 отримав осколкове поранення внаслідок артилерійського обстрілу. У вересні 2022 брав участь у Слобожанському контрнаступі ЗСУ. 8 вересня 2022 у складі 80-ї бригади вийшов до села Сенькове Харківської області на річці Оскіл .

## Нагороди
- орден Богдана Хмельницького III ступеня (28 вересня 2022) — за особисту мужність і самовіддані дії, виявлені у захисті державного суверенітету та територіальної цілісності України, вірність військовій присязі[5];
- орден «За мужність» I ступеня (4 липня 2022) — за особисту мужність і самовіддані дії, виявлені у захисті державного суверенітету та територіальної цілісності України, вірність військовій присязі[6];
- орден «За мужність» II ступеня (21 квітня 2022) — за особисту мужність і самовіддані дії, виявлені у захисті державного суверенітету та територіальної цілісності України, вірність військовій присязі[7];
- орден «За мужність» III ступеня (16 лютого 2016) — за особисту мужність і високий професіоналізм, виявлені у захисті державного суверенітету та територіальної цілісності України, вірність військовій присязі[8];
- подяка Львівської обласної ради[2].

## Військові звання
- старший лейтенант;
- лейтенант.